# 中村明人
中村 明人（なかむら あけと、1889年（明治22年）4月11日 - 1966年（昭和41年）9月12日）は、大日本帝国の陸軍軍人。最終階級は陸軍中将。太平洋戦争時のタイ国駐屯軍司令官。

## 経歴
愛知県出身。泙野新兵衛の三男として生まれ、中村邦平陸軍大佐の養子となる。1908年（明治41年）5月、中央幼年学校卒。1910年（明治43年）5月、陸軍士官学校（22期）を卒業し、同年12月歩兵少尉に任官し歩兵第6連隊付となる。1913年（大正2年）12月、歩兵中尉に昇進。名古屋捕虜収容所員、陸軍歩兵学校付などを経て、1919年（大正8年）12月、陸軍大学校に入学。1920年（大正9年）4月、歩兵大尉に進級。1922年（大正11年）11月、陸大を卒業（34期恩賜）し歩兵第6連隊中隊長となる。
1923年（大正12年）12月、教育総監部付となり、教育総監部課員、第5師団司令部付を経て、1925年（大正14年）6月から三年間ドイツに駐在。1925年8月、歩兵少佐に昇進。1928年（昭和3年）9月、教育総監部課員となり、1929年（昭和4年）8月、歩兵中佐に進級し近衛歩兵第3連隊付に発令。1930年（昭和5年）8月、陸軍省軍務局課員（徴募課）に就任し、陸大教官に転じ、1933年（昭和8年）8月、歩兵大佐に昇進。人事局恩賞課長を経て、1936年（昭和11年）8月、歩兵第24連隊長に就任。
1937年（昭和12年）8月、陸軍少将に進級し関東軍兵事部長になる。 関東軍臨時兵站監、第3軍参謀長を歴任し、1938年（昭和13年）4月、軍務局長、ついで兵務局長を務める。1939年（昭和14年）10月、陸軍中将に進む。 
1940年（昭和15年）3月、南支那方面軍第5師団長に親補される、
北部仏印進駐の際、同年9月23日に独断越境を行い、フランス領インドシナ側の国境の要衝であるドンダンを攻撃、占領する事件を引き起こした。参謀本部付、留守第3師団長を経て、1941年（昭和16年）10月15日、憲兵司令官となり太平洋戦争を迎えた。
1943年（昭和18年）1月、泰国（タイ）駐屯軍司令官に就任し、タイ国内の活動を全てとりしきることとなった。1944年（昭和19年）12月、泰国駐屯軍が改編され第39軍となり引き続き司令官を務める。1945年（昭和20年）7月、改編昇格した第18方面軍司令官となり終戦を迎えた。
1945年12月、連合国が出したA級戦犯の第三次戦犯指名の逮捕リストに名があったが、既に外地で捕虜となっていた。1946年（昭和21年）3月から巣鴨プリズンで拘留されたが、同年9月に不起訴釈放となり復員。のち日南産業社長を務めた。
1948年（昭和23年）1月31日、公職追放仮指定を受けた。

## 逸話

### 辻政信
『辻政信と七人の僧』によると陸軍大佐辻政信は、終戦前日に中村明人中将のもとを訪れ、「無条件降伏となれば、皇軍に対する武装解除は必至であり、まことに断腸の思いであります。しかし、自分は日本がこのまま亡びるとは思いません。ふたたび祖国が立ち上げるときにそなえて、自分をバンコクの地下に潜入、待機させてください」と語った。中村に戦死扱いにしてもらった辻政信と七人の部下は、僧侶になりすましてワット・リアープに潜入した。

### 小説『メナムの残照』
日本では、小説『メナムの残照』は中村明人がモデルとなった作品といわれているが、タイでは、小説の中の主人公である小堀は、架空の人物であるとされている。日本で中村明人がモデルであると言われ始めた理由は、2013年のリバイバル映画化の際、監督が新たなサイドストーリーとして中村明人を紹介したことが原因と思われる。しかし、大多数のタイ人はすでに出来上がっている小堀のイメージが崩れるという理由で、中村明人がモデルであるという付け加えられたイメージを否定している。
『メナムの残照』は西野順治郎による訳書の邦題であり、原題は『クーカム』（仏教の業と輪廻を前提とした「運命のカップル」という意味）。タイの女姓作家トムヤンティが、軍人であった父から聞かされた話をもとに、彼女の理想の男性像を重ねて書き上げたもので、1969年に雑誌で発表された。これは中村明人が死去する前年のことだった。第二次世界大戦中、タイに駐屯した日本軍の青年将校「コボリ」と、抗日運動の指導者である父によってコボリと偽装結婚させられた、タイ人女性「アンスマリン」のストックホルム症候群のような複雑な愛を描いている。コボリの一途な片思いをよそに、アンスマリンは「偽装結婚であるがゆえに性交渉はしない」と非現実的な約束を交わし、それを反故にされてときには自暴自棄になるが、コボリこそ運命の相手なのだと最後に気づく。日本の敗戦後、タイが連合軍に寝返ったことを抜きにすれば、両国の相互依存関係を男女間の事柄に置き換え巧みに表してもいる。
タイ国内ではテレビドラマや映画にもなり、合わせて10回以上もリメイクされるなど高い人気を得ている。

### 陸軍大学校教官として
陸大47期首席であった高山信武によれば、陸大47期生にとっては卒業時の先任教官として、名実共に父親のような存在として慕われており、タイ人や辻政信への対応も中村の人柄ならではと絶賛している。
また、その戦術思想は事前に充分な準備を整え、万全な対策を練り、まず勝つべきを為して戦うことに徹底していたといい、孫子を引用して部隊統率の本義は愛情と厳正であると教えたという。

## 栄典
位階
- 1911年（明治44年）3月10日 - 正八位[5]
- 1914年（大正3年）2月10日 - 従七位[6]
- 1919年（大正8年）3月20日 - 正七位[7]
- 1924年（大正13年）5月15日 - 従六位[8]
- 1937年（昭和12年）9月1日 - 正五位[9]

外国勲章佩用允許
- 1943年（昭和18年）12月10日 - タイ王国：白象第一等勲章[10]

## 著作
- 『ほとけの司令官 - 駐タイ回想録』日本週報社、1958年。

## 親族
- 孫　中村守孝（三越伊勢丹ホールディングス常務、リョーサン菱洋ホールディングス社長）
- 娘婿 大槻三郎（陸軍少佐）・杉研也（陸軍少佐）